# 蘭帕特嶺
78°10′S 161°55′E / 78.167°S 161.917°E
蘭帕特嶺（英語：Rampart Ridge）是南極洲的山嶺，位於維多利亞地的斯科特海岸，屬於皇家學會嶺的一部分，由新西蘭的探險隊測量，現時由南極條約體系管理。